# یاسین تیطراوی
یاسین تیطراوی (انگلیسی: Yassine Titraoui؛ زادهٔ ۲۶ اوت ۲۰۰۳) بازیکن فوتبال اهل الجزایر است.